# Archidiocèse de Fianarantsoa
L'archidiocèse de Fianarantsoa est l'un des cinq archidiocèses catholiques de Madagascar. L'actuel archevêque est Fulgence Rabemahafaly. Sa cathédrale est la cathédrale du Saint-Nom-de-Jésus.

## Diocèses suffragant et leurs évêques
- Ambositra - Fidelis Rakotonarivo SJ
- Farafangana - Gaetano Di Pierro SCI
- Ihosy - Fulgence Razakarivony M.S
- Mananjary - José Alfredo Caires de Nobrega SCI